# Kreuzberg (Hallerndorf)
Kreuzberg ist ein Gemeindeteil der Gemeinde Hallerndorf im Landkreis Forchheim (Oberfranken, Bayern).

## Geografie
Die in der naturräumlichen Landschaftseinheit des Bamberger Rhät-Lias-Hügellandes gelegene Einöde befindet sich etwa zwei Kilometer westlich des Ortszentrums von Hallerndorf auf einer Höhe von 334 m ü. NHN.

## Geschichte
Die auf dem früher als Hohenrode bzw. Hohenroth bezeichneten Berg stehende Wallfahrtskapelle wurde 1463 am Ort eines Vorgängerbaus errichtet, der bereits im Jahr 1430 urkundlich erwähnt worden war. Durch die Verwaltungsreformen zu Beginn des 19. Jahrhunderts im Königreich Bayern wurde die Einöde mit dem Zweiten Gemeindeedikt 1818 ein Bestandteil der Landgemeinde Hallerndorf. Im Jahr 1987 war Kreuzberg unbewohnt und es gab kein Wohngebäude.

## Verkehr
Eine westlich des Ortsrands von Hallerndorf von der Kreuzbergstraße abzweigende Gemeindeverbindungsstraße führt nach Kreuzberg, wo sie unmittelbar westlich des Ortes an einem Parkplatz endet. Aus Nordwesten ist die Ortschaft mit der Kreisstraße FO 10 her über einen Feldweg erreichbar, der ebenfalls an einem Parkplatz endet. An den ÖPNV ist die Einöde nicht angebunden, der nächstgelegene Bahnhof an der Bahnstrecke Nürnberg–Bamberg befindet sich im Eggolsheimer Ortsteil Neuses.
Durch Kreuzberg verläuft der Fränkische Marienweg.

## Baudenkmäler

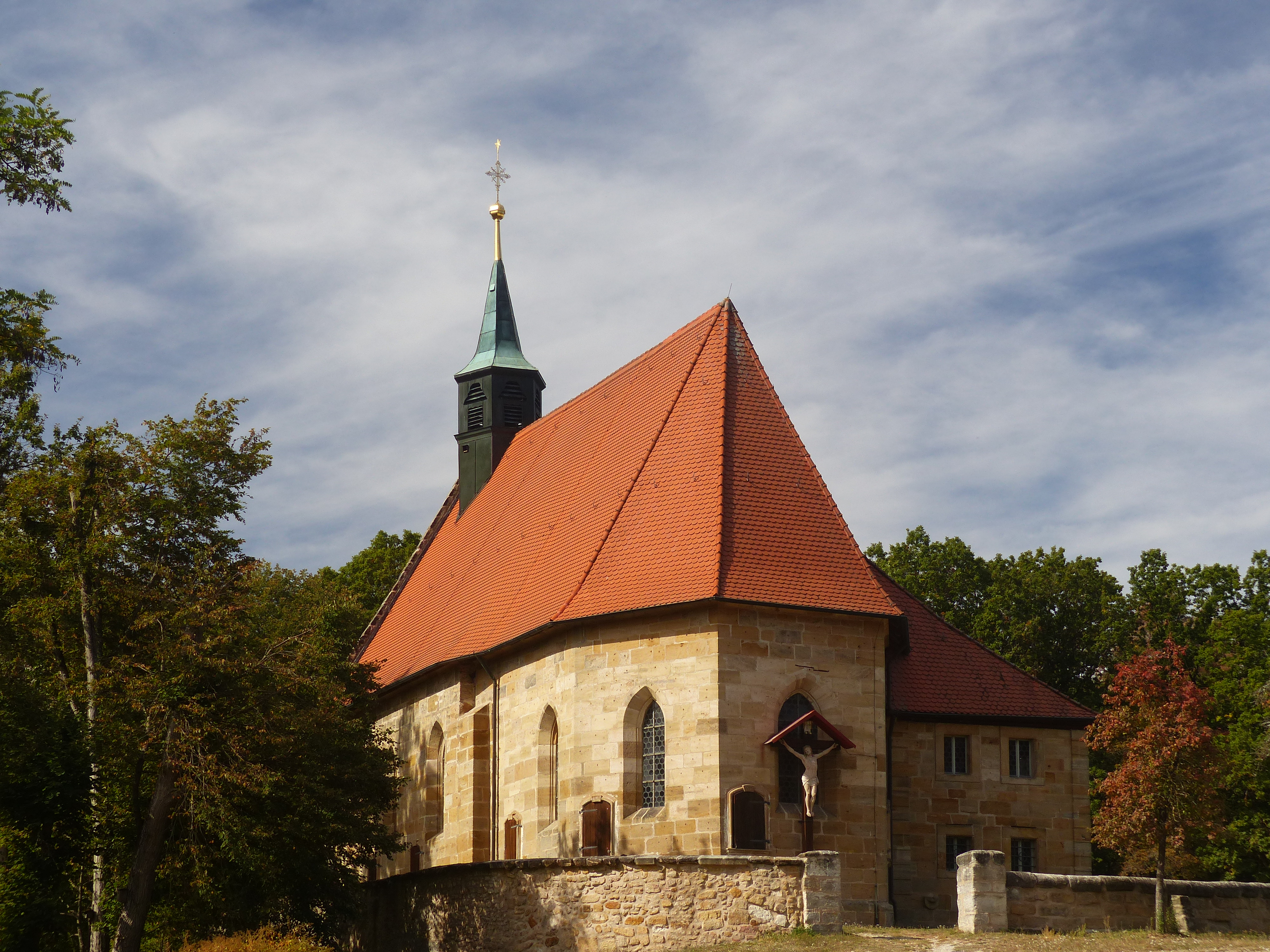
Die Wallfahrtskirche Heilig Kreuz

In und um Kreuzberg gibt es sieben denkmalgeschützte Objekte, darunter eine Wallfahrtskirche und die Kellergebäude der Brauerei.